# Sponde (księżyc)
Sponde (Jowisz XXXVI) – mały zewnętrzny księżyc Jowisza, odkryty w 2001 roku przez grupę astronomów z Uniwersytetu Hawajskiego, kierowaną przez Scotta Shepparda.

## Nazwa
W mitologii Sponde była jedną z Hor – córek Zeusa i Temidy (jego pierwszej żony).

## Charakterystyka fizyczna
Sponde jest jednym z najmniejszych księżyców Jowisza, jej średnicę ocenia się na około 2 km. Średnia gęstość tego ciała to ok. 2,6 g/cm3, składa się ono przeważnie z krzemianów. Powierzchnia jest bardzo ciemna – jego albedo wynosi zaledwie 0,04. Z Ziemi można ją zaobserwować jako obiekt o jasności wizualnej co najwyżej 23 magnitudo.
Sponde obiega Jowisza ruchem wstecznym, czyli w kierunku przeciwnym do obrotu planety wokół własnej osi. Satelita należy do grupy Pazyfae.